# Religious and Theological Abstracts
 Religious and Theological Abstracts  è una base di conoscenza che indicizza le riviste teologiche e religiose, la letteratura ebraica, cristiana, delle religioni maggiori e di alcune riviste popolari appartenenti alle altre denominazioni religiose. 
Secondo una guida specialistica del '93, le fonti primarie di ricerca dei testi a carattere religioso erano limitate a Religion Index One, Religion Index Two, Religious and Theological Abstracts e pochi altri titoli di minore importanza.{
Nel 1997, una guida agli acquisti delle biblioteche affermò che:
(Irene Owens,  Acquisitions and collection development in the humanities.)
Al 2005, erano presenti 600 riviste, pubblicate nella maggior parte delle lingue europee a partire dall'anno 1958.